# Polo Petroquímico Dock Sud
El Polo Petroquímico Dock Sud es un complejo industrial ubicado en la zona de Dock Sud, Avellaneda, provincia de Buenos Aires, Argentina, en la cuenca Matanza Riachuelo. El Polo tiene una superficie aproximada de 380 ha y concentra alrededor de 44 empresas. La mayoría de las empresas están dedicadas a los productos petroquímicos, con instalaciones de YPF, Shell, Petrobras y DAPSA (Destilería Argentina de Petróleo S.A.). Es el principal polo hidrocarburífero urbano del país, con más del 50% del trabajo en el Puerto de Dock Sud dedicado a la industria petroquímica. Según datos del 2008, se estimaba que el Polo Petroquímico generaba el 5% del PBI de la provincia de Buenos Aires. En el complejo también hay varios depósitos de químicos y la Central eléctrica Dock Sud. En la zona se encuentra además un depósito del CEAMSE, varios rellenos industriales y basurales clandestinos.
Es una de las áreas identificadas como prioritarias para la intervención por la Autoridad de Cuenca Matanza Riachuelo, debido a la situación de vulnerabilidad y contaminación de los barrios aledaños al Polo, particularmente del barrio conocido como Villa Inflamable. La población de Villa Inflamable sufre los efectos de la contaminación por residuos industriales, con niveles de plomo en sangre perjudiciales para la salud y falta de acceso al agua potable.

## Historia
El polo se constituye en 1914. En 1931 se instala la primera refinería de petróleo, perteneciente a la empresa Shell. En 1993 la Shell instaló una planta de coque, y en 1999 la Central eléctrica Dock Sud realizó un tendido de cables de alta tensión en áreas aledañas a los depósitos de combustible.
En el Polo Petroquímico se encontraban en 2008 las siguientes empresas:
- Petroquímicas: Shell CAPSA, DAPSA, YPF, EG3, Sol Petróleo y Sea Tank Coastal Petroleum.
- Químicas: Meranol, Antivari, Distribuidoras Químicas, Exolgan, Indupa, Productora Argentina de Melaza, Tagsa, Union Carbide Argentina, Valentín Balcarce, Mecorcarga y Maruba.
- Aceites, grasas y jabones: Tenanco, Materia Hnos., Orvol, Unilever Argentina y Coco Oil.

Además, hay una central termoeléctrica (Central eléctrica Dock Sud) y un horno incinerador de residuos peligrosos perteneciente a la empresa Tri-Eco.